# 몰디브 축구 협회

몰디브 축구 협회(영어: Football Association of Maldives)는 몰디브의 축구 협회이다. 국제축구연맹(FIFA)과 아시아 축구 연맹(AFC)에 가입되어 있다. 몰디브 리그, 몰디브 축구 국가대표팀 등을 관리한다.

## 같이 보기
- 아시아 축구 연맹
- 동아시아 축구 연맹
- 몰디브 축구 국가대표팀
- 몰디브 여자 축구 국가대표팀
- 몰디브 리그